# Malpasito
Malpasito är en ort i Mexiko.   Den ligger i kommunen Huimanguillo och delstaten Tabasco, i den sydöstra delen av landet, 600 km öster om huvudstaden Mexico City. Malpasito ligger 161 meter över havet och antalet invånare är 426.
Terrängen runt Malpasito är huvudsakligen kuperad, men åt sydost är den platt. Runt Malpasito är det ganska glesbefolkat, med 42 invånare per kvadratkilometer. Närmaste större samhälle är Raudales Malpaso, 17,5 km söder om Malpasito. I omgivningarna runt Malpasito växer huvudsakligen savannskog.